# Пайн-Нолл-Шорс (Північна Кароліна)
Пайн-Нолл-Шорс (англ. Pine Knoll Shores) — місто (англ. town) в США, в окрузі Картерет штату Північна Кароліна. Населення — 1388 осіб (2020).

## Географія
Пайн-Нолл-Шорс розташований за координатами 34°41′50″ пн. ш. 76°49′53″ зх. д. / 34.69722° пн. ш. 76.83139° зх. д. (34.697308, -76.831486).  За даними Бюро перепису населення США в 2010 році місто мало площу 6,58 км², з яких 5,76 км² — суходіл та 0,83 км² — водойми.

## Демографія
Згідно з переписом 2010 року, у місті мешкало 1339 осіб у 653 домогосподарствах у складі 466 родин. Густота населення становила 203 особи/км².  Було 2049 помешкань (311/км²).
Расовий склад населення:
| - 96,3 % — білих - 1,0 % — азіатів - 0,7 % — чорних або афроамериканців - 0,2 % — вихідців з тихоокеанських островів - 0,1 % — корінних американців |

До двох чи більше рас належало 1,0 %. Частка іспаномовних становила 1,0 % від усіх жителів.
За віковим діапазоном населення розподілялося таким чином: 10,0 % — особи молодші 18 років, 47,3 % — особи у віці 18—64 років, 42,7 % — особи у віці 65 років та старші. Медіана віку мешканця становила 62,1 року. На 100 осіб жіночої статі у місті припадало 95,8 чоловіків;  на 100 жінок у віці від 18 років та старших — 94,0 чоловіків також старших 18 років.
Середній дохід на одне домашнє господарство  становив 85 659 доларів США (медіана — 66 466), а середній дохід на одну сім'ю — 99 092 долари (медіана — 81 250). Медіана доходів становила 66 974 долари для чоловіків та 38 333 долари для жінок. За межею бідності перебувало 5,7 % осіб, у тому числі 13,1 % дітей у віці до 18 років та 2,2 % осіб у віці 65 років та старших.
Цивільне працевлаштоване населення становило 525 осіб. Основні галузі зайнятості: освіта, охорона здоров'я та соціальна допомога — 20,0 %, роздрібна торгівля — 14,7 %, будівництво — 13,1 %.